# Sobre la nació dels valencians
Sobre la nació dels valencians és un assaig de l'escriptor valencià Joan Francesc Mira sobre l'evolució del nacionalisme valencià des dels anys seixanta del segle xx. L'obra fa una reflexió i una anàlisi interna de l'estructura de la societat valenciana en termes de conceptes nacionals i qüestiona alguns dels plantejaments del nacionalisme fusterià, plantejant una fórmula política nacionalista d'estricta obediència valenciana. El llibre és una aplicació pràctica de l'obra Crítica de la nació pura (1984), considerada un avanç teòric d'aquesta pel mateix autor.
El llibre es va escriure en el context del Congrés de l'Eliana de la Unitat del Poble Valencià, que en 1996 va iniciar una estratègia per acostar-se cap a la centralitat política que tindria la seua plasmació en la creació del Bloc Nacionalista Valencià. L'obra, que suposaria un suport extern a la línia nacionalista valenciana del BLOC, qualificava al nacionalisme català en el País Valencià d'"utopia prescindible".
L'obra seria una de les primeres plasmacions escrites de la tesi que el nacionalisme valencià havia assumit des dels anys 1970, la dissociació entre el concepte de Països Catalans com a unitat lingüística i cultural per una banda, i del País Valencià com a àmbit d'actuació política del nacionalisme valencià, per l'altra.
| «                                                                          | És una anàlisi interna de l'estructura de la societat valenciana en terme de conceptes nacionals. […] Una reflexió, bàsicament, a la qual he dedicat moltes hores i moltes lectures de reflexions i treballs apareguts en els últims deu anys. Però si ho he de definir d'alguna manera és una reflexió —per a mi, seriosa— molt llarga i molt meditada. | » |
| — Entrevista de Miquel Alberola a Joan Francesc Mira, El País (17-03-1997) | |   |